# 利祖尼夫卡
52°4′28″N 32°55′26″E / 52.07444°N 32.92389°E
利祖尼夫卡（烏克蘭語：Лизунівка），是烏克蘭的村落，位於該國北部切爾尼戈夫州，由諾夫哥羅德-謝韋爾斯基區負責管轄，面積1.28平方公里，海拔高度166米，2001年人口450，人口密度每平方公里351.6人。